# Warrior Cats
Warrior Cats ['wɒɹiə kæts] (eng. für Kriegerkatzen, original Warriors) ist eine Fantasyromanreihe der Autorengruppe Erin Hunter. Die Geschichte der Romanreihe handelt von wilden Katzen, die jeweils einem Clan angehören. Die Katzen eines Clans kämpfen gemeinsam mit ihren Clankameraden um das Überleben, wobei jede Katze eine bestimmte Aufgabe im Clan erfüllt. Die Reihe besteht (Stand April 2025) im Original aus acht Staffeln, die jeweils sechs Bücher umfassen, sowie vielen Einzelbüchern und anderen Medien (z. B. Comics und E-Books). Die Reihe wurde auch ins Französische,  Deutsche und weitere Sprachen übersetzt.

## Hintergrund
Die wilden Katzen leben in fünf verschiedenen Clans (DonnerClan, SchattenClan, WindClan, FlussClan und WolkenClan),  jeder dieser Clans verfügt über ein eigenes Territorium. Jeder Clan ist hierarchisch organisiert und besteht in der Regel aus einem Anführer, zweitem Anführer, einem Heiler, Kriegern, Schülern, Königinnen mit ihren Jungen sowie den Ältesten (Krieger im „Ruhestand“). Es gibt ebenfalls einige Mentoren, die Schüler zu Kriegern ausbilden.  Die Katzen kämpfen mit ihrem Clan ums Überleben, jagen Nahrung und bekämpfen feindliche Clankatzen.
Fast alle Katzen der Clans glauben darüber hinaus an den SternenClan, in dem die verstorbenen Kriegerahnen aller Clans weilen. Nach ihrem Tod kommen sie ebenfalls dorthin, außer sie glauben nicht an den SternenClan oder haben zu Lebzeiten Schlimmes verbrochen – in letzterem Falle kommen sie in den sogenannten Wald der Finsternis, einem düsteren, unheimlichen Wald, in dem das Böse die Macht besitzt. Werden SternenClan- oder Wald der Finsternis-Katzen noch einmal getötet, lösen sie sich auf (Beispiele: Tigerstern aus Staffel 1, Tüpfelblatt). Hauskätzchen kommen meistens in den Hauskätzchenhimmel; haben sie böse Taten begangen, lösen sie sich auf.
Anführern werden vom SternenClan neun Leben verliehen, sobald sie von diesem akzeptiert wurden. Ist dies nicht der Fall, können sie wie alle anderen Katzen nur einmal sterben (beispielsweise Nachtstern). Sobald ein Anführer seine neun Leben erhalten hat, wechselt er den Namen zu -stern, wie etwa Feuerherz zu Feuerstern (siehe auch Abschnitt Namensgebung).
Darüber hinaus gibt es einige weitere Clans, die über kein eigenes Territorium verfügen oder keine so bedeutende Rolle wie die fünf großen Clans spielen. Dazu gehören etwa der Stamm des eilenden Wassers, der in den Bergen lebt, der KriegerClan aus ehemaligen Hauskatzen (siehe Graustreifs Versprechen) oder der BlutClan aus brutalen Stadtkatzen.
Die Clan-Territorien befanden sich in der ersten und Teilen der zweiten Staffel auf dem so genannten Wald-Territorium, später auch alter Wald genannt, welches entgegen seines Namens nur zum Teil aus Wald bestand. Im Laufe der zweiten Staffel mussten die Clans das Wald-Territorium jedoch aufgrund von menschlicher Zivilisation dauerhaft verlassen. Aus demselben Grund musste schon vor Beginn der ersten Staffel der WolkenClan sein Territorium verlassen. Die Clans suchten sich neue Lebensräume an einem See, See-Territorium oder Neue Territorien genannt, wo der WolkenClan später wieder zu ihnen zurückkehrte.

## Reihenübersicht

### Staffel 1: Die Prophezeiungen beginnen (The Prophecies begin)

#### Handlung
Das Hauskätzchen Sammy (im englischen Original: Rusty, deutsch für „rostig“) träumt ständig davon, im Wald jagen zu gehen. Eines Tages werden seine Träume zur Realität und Sammy trifft auf Katzen des DonnerClans, die im Wald leben und für sich selbst sorgen. Sie fragen ihn, ob er mit ihnen kommen und ein freies Clanleben führen möchte. Er entschließt sich dazu, ein Leben im Wald zu führen und wird zum Schüler Feuerpfote. Kurz nachdem er in den Clan aufgenommen wird, muss er einen Verrat aufklären und sich öfter als alle anderen Katzen beweisen, weil Hauskätzchen als verweichlicht gelten. Er bekommt nach seiner Ausbildung den Namen Feuerherz und wird immer mehr respektiert, außer von seinem Erzfeind Tigerkralle und dessen „Freund“ Dunkelstreif. Außerdem verstrickt sich Graustreif, Feuerherz’ bester Freund, zwischenzeitlich in eine verhängnisvolle Liebe mit der FlussClan-Kätzin Silberfluss. Bei der Geburt ihrer Jungen stirbt Silberfluss, und Graustreif zieht mit den überlebenden Jungen Sturmjunges und Federjunges in den FlussClan. Tigerkralles Verrat am DonnerClan und dessen Anführerin Blaustern, die er letztendlich zu ermorden versuchte, kann zum Glück mit Hilfe von Feuerherz’ und Graustreifs altem Freund Rabenpfote aufgeklärt werden und Tigerkralle muss den Clan verlassen. Feuerherz nimmt daraufhin seinen Platz als Zweiter Anführer ein. Innerhalb der Staffel wird zudem seine Beziehung zu Sandsturm immer stärker. Nach Blausterns Tod wegen einer Hundemeute wird er zum Anführer Feuerstern und erhält seine neun Leben. Tigerkralle wird nach dem Krankheitstod des Anführers vom SchattenClan plötzlich dessen Anführer (mit dem neuen Namen Tigerstern) und bringt Stadtkatzen in den Wald, die auf der Straße leben und ihm nun dabei helfen sollen, die Kontrolle über den ganzen Wald an sich zu reißen. Die Gruppe der Stadtkatzen nennt sich der BlutClan. Der Anführer des BlutClans namens Geißel tötet Tigerstern allerdings, als sie in Streit geraten, und nimmt ihm alle seine neun Leben auf einmal. Die Stadtkatzen wollen nun allein den Wald erobern, was Feuerstern und die restlichen Anführer aber nicht zulassen. Sie vertreiben schließlich die Stadtkatzen aus dem Wald. Die Bücher sind aus Feuersterns Sicht geschrieben.

#### Teile der ersten Staffel
1. In die Wildnis (Into the Wild)[2]
2. Feuer und Eis (Fire and Ice)[3]
3. Geheimnis des Waldes (Forest of Secrets)[4]
4. Vor dem Sturm (Rising Storm)[5]
5. Gefährliche Spuren (A Dangerous Path)[6]
6. Stunde der Finsternis (The Darkest Hour)[7]

### Staffel 2: Die neue Prophezeiung (The New Prophecy)

#### Handlung
Vier junge Katzen (Krähenpfote, Federschweif, Bernsteinpelz und Brombeerkralle) aus den vier Clans des Waldes empfangen seltsame Träume vom SternenClan. Sie sind auserwählt, ihre Clans vor einem großen Unheil zu bewahren. So machen sie sich mit zwei weiteren Katzen (Sturmpelz und Eichhornpfote) auf den Weg zum Wassernest der Sonne, einem Meer, um dort Mitternacht, eine Dächsin, zu treffen und alle Clans zu retten. Zwischenzeitlich ist das Buch auch aus der Sicht von Eichhornpfotes Schwester Blattpfote geschrieben. Beide sind die Töchter von Feuerstern und Sandsturm und in der Staffel die Protagonisten. Federschweif stirbt auf der Reise, sie erfahren, dass die Clans umziehen müssen, da Zweibeiner den Wald zerstören und dabei auch Katzen gefangen nehmen, darunter auch Grausteif, Feuersterns besten Freund, der als einziger Kater unfreiwillig bei den Zweibeinern verbleibt. So machen sich alle vier Clans aufgrund der Zerstörung des alten Territoriums auf eine große Reise und finden ein neues Zuhause. Blattpfote, Heilerschülerin von Rußpelz, bekommt nach Beendigung der Ausbildung schließlich den Namen Blattsee. Später verliebt sie sich in den WindClan-Kater Krähenfeder, mit dem sie für kurze Zeit die Clans verlässt, um ein gemeinsames Leben ohne die Clanregeln zu führen, die ihnen ihre Beziehung eigentlich verbieten. Eichhornpfote bekommt später den Namen Eichhornschweif und ist in einer Beziehung mit Brombeerkralle, die jedoch schwankt, da beide sich oft streiten. In einer Schlacht gegen Dachse wird Rußpelz schwer verletzt. Blattsee kehrt während dieser Schlacht zurück zum Clan, ist aber nicht in der Lage, ihre ehemalige Mentorin zu retten. Später erfährt sie, dass Rußpelz als Junges ihrer Freundin Ampferschweif wiedergeboren wurde. Brombeerkralle wird währenddessen in seinen Träumen von seinem verstorbenen Vater Tigerstern besucht, der ihn dazu bringen möchte, Anführer des Donnerclans zu werden. Gemeinsam mit seinem Halbbruder Habichtfrost, welcher im Flussclan lebt, schmieden sie Pläne zur Machtübernahme. Im entscheidenden Moment entscheidet sich Brombeerkralle gegen seinen Vater und tötet Habichtfrost.

#### Teile der zweiten Staffel
1. Mitternacht (Midnight)[8]
2. Mondschein (Moonrise)[9]
3. Morgenröte (Dawn)[10]
4. Sternenglanz (Starlight)[11]
5. Dämmerung (Twilight)[12]
6. Sonnenuntergang (Sunset)[13]

### Staffel 3: Die Macht der Drei (The Power of Three)

#### Handlung
Eichhornschweif hat von Brombeerkralle drei Junge bekommen: Häherjunges, Disteljunges und Löwenjunges. Auch wenn Häherjunges blind ist, hat er besondere Fähigkeiten: Er kann Gedanken lesen und Träume von anderen Katzen sehen. Er wird Heilerschüler. Disteljunges kann sehr gut und geschickt jagen und Löwenjunges im Kampf nicht sterben. Löwenjunges und Häherjunges sind Teil einer Prophezeiung, Disteljunges dagegen nicht. Diese handelt von drei Katzen, die mit Feuerstern verwandt sind und die Clans retten werden. Inzwischen kehrt Graustreif mit seiner neuen Gefährtin Millie, einem ehemaligen Hauskätzchen, das ihm auf seiner Reise geholfen hat, zum DonnerClan zurück. Feuerstern hat allerdings bereits Brombeerkralle (als Ersatz für Graustreif) zu seinem Stellvertreter ernannt. Die Geschwister werden zu Kriegern und somit zu Löwenglut und Distelblatt ernannt. Später wird auch Häherfeder zum vollwertigen Heiler. Sie erfahren, dass Eichhornschweif und Brombeerkralle gar nicht ihre Eltern sind, was aber niemand anderes weiß. Sie sind sehr enttäuscht, da sie somit nicht zur Prophezeiung gehören können. Überraschend wird zudem Aschenpelz getötet. Von wem und warum ist erstmal unbekannt. Er liebte Eichhornschweif so sehr, dass er, als er abgewiesen wurde, auch Eichhornschweif diesen Schmerz zufügen wollte, in dem er ihre Jungen töten wollte. Am Ende der Staffel erfährt man, dass Blattsee, die Heilerkätzin des DonnerClans und Feuersterns zweite Tochter, die Mutter der Drei und Krähenfeder aus dem WindClan ihr Vater ist. Nur Blattsee und Eichhornschweif wussten von diesem Geheimnis. Doch somit können auch Löwenglut und Häherfeder Teil der Prophezeiung sein. Löwenglut und Häherfeder erfahren, dass Distelblatt Aschenpelz umgebracht hat – aus Angst, er könnte alles verraten, da er es wusste. Doch noch ein Geheimnis wird aufgedeckt – Distelblatt ist nicht die dritte Katze der Prophezeiung – somit kann diese auch nicht erfüllt werden. Als Distelblatt das erfährt, gibt sie auch ihren Mord an Aschenpelz zu und stürzt sich in die Tunnel unterhalb des Clanlandes. Doch Geröll stürzt auf sie und Distelblatt ist tot.

#### Teile der dritten Staffel
1. Der geheime Blick (The Sight)[14]
2. Fluss der Finsternis (Dark River)[15]
3. Verbannt (Outcast)[16]
4. Zeit der Dunkelheit (Eclipse)[17]
5. Lange Schatten (Long Shadows)[18]
6. Sonnenaufgang (Sunrise)[19]

### Staffel 4: Zeichen der Sterne (Omen of the Stars)

#### Handlung
Häherfeder und Löwenglut finden heraus, dass Taubenpfote, eine der Töchter von Weißflug, die wiederum die Tochter von Feuersterns Neffen Wolkenschweif ist, die dritte Katze aus der Prophezeiung ist. Taubenpfote kann weit in die Ferne sehen und hören, und als sie erfährt, dass sie für die Prophezeiung wichtig ist, ist sie auf einmal sehr konzentriert auf die Prophezeiung und die Arbeit mit Häherfeder und Löwenglut. Taubenpfotes Schwester Efeupfote ist traurig, da sie denkt, sie sei ihrer Schwester nicht mehr wichtig. Nachts findet sie deshalb im gefährlichen Wald der Finsternis neue Freunde. Dort werden schon viele Katzen trainiert, denen gesagt wird, sie würden dort nur trainieren, um die Clans besser zu schützen, wobei dem nicht so ist. Viele finstere Krieger trainieren dort – unter anderem Tigerstern. Taubenpfote verliebt sich unterdessen in den SchattenClan-Krieger Tigerherz, den Sohn von Brombeerkralles Schwester Bernsteinpelz. Heimlich trifft sie sich mit ihm. Distelblatt kehrt überraschend zum DonnerClan zurück – sie war nicht tot, sondern hat nur in den Tunneln gelebt. Sie ist nun nicht mehr so temperamentvoll und stur wie früher. Taubenpfote und Efeupfote werden zu den Kriegern Taubenflug und Efeusee ernannt. Efeusee erfährt von der Prophezeiung und spioniert nun für die Drei im Wald der Finsternis. Im letzten, finalen Band ist der große Kampf gegen den Wald der Finsternis. Alle Clans schließen sich zusammen, um gemeinsam den Feind zu besiegen. Distelblatt stirbt, genauso wie Feuerstern und viele andere Katzen. Brombeerkralle wird zu Brombeerstern, seinem Nachfolger. Die Clans schaffen es zu gewinnen, verlieren aber viele Katzen.

#### Teile der 4. Staffel
1. Der vierte Schüler (The Fourth Apprentice)
2. Fernes Echo (Fading Echoes)
3. Stimmen der Nacht (Night Whispers)
4. Spur des Mondes (Sign of the Moon)
5. Der verschollene Krieger (The Forgotten Warrior)
6. Die letzte Hoffnung (The Last Hope)

### Staffel 5: Der Ursprung der Clans (Dawn of the Clans)

#### Handlung
Die fünfte Staffel spielt vor allen anderen Staffeln und erzählt, wie die fünf Clans entstanden sind. Die Katzen in den Bergen leiden Hunger. Ihre Anführerin, Halber Mond, auch Sagerin von den spitzen Steinen genannt, hatte einen Traum von einem neuen Ort mit viel Beute. Eine mutige Katzengruppe unter der Führung von Schattiges Moos und Großer Schatten macht sich auf die Suche nach dem Sonnenpfad. Grauer Flug, der Protagonist, will zuerst nicht mitkommen. Seine spätere Gefährtin Schildkrötenschwanz kommt mit, genau wie sein Bruder Wolkenhimmel. Doch als der kleine Bruder der beiden, Zackiger Berg, einfach verschwindet, folgt Grauer Flug ihm und die beiden gehen doch mit der Gruppe mit. Funkelnder Bach, Wolkenhimmels Gefährtin, wird von Adlern getötet, doch schließlich kommt die Gruppe an einem schönen Ort an. Auch Schattiges Moos stirbt auf einem Donnerweg, sodass Großer Schatten die Führung übernimmt. Die Katzen lassen sich in einer Senke auf dem Moor nieder, doch Wolkenhimmel hat nach kurzer Zeit keine Lust mehr und gründet sein eigenes Lager im Wald. Daraus wird später der WolkenClan. Wolkenhimmel hat strenge Regeln und ist der erste, der Grenzpatrouillen einführt. Windläufer, eine ehemalige Einzelläuferin, gründet den WindClan in der Senke auf dem Moor. Donner, Wolkenhimmels Sohn von einer Einzelläuferin namens Sturm, gründet den DonnerClan, ebenfalls im Wald. Strömender Fluss gründet den FlussClan und Großer Schatten den SchattenClan. Nach dem Tod von Schildkrötenschwanz wird Schiefer Grauer Flugs neue Gefährtin. Wolkenhimmels Gefährtin wird Himmelsstern und Donners Gefährtin Lila Morgen. Zackiger Bergs Gefährtin heißt Distel.

#### Teile der 5. Staffel
1. Der Sonnenpfad (The Sun Trail)
2. Donnerschlag (Thunder Rising)
3. Der erste Kampf (The First Battle)
4. Der leuchtende Stern (The Blazing Star)
5. Der geteilte Wald (A Forest Divided)
6. Der Sternenpfad (Path of Stars)

### Staffel 6: Vision von Schatten (A Vision of Shadows)

#### Handlung
Diese Staffel schließt an die vierte Staffel an. Eichhornschweif und Brombeerstern haben nun einen Sohn, Erlenpfote, und eine Tochter, Funkenpfote. Erlenpfote erhält seltsame Träume von einem fremden Clan in Not und reist mit Nadelpfote, einer SchattenClan-Schülerin, seiner Schwester, den Kriegern Kirschfall und Maulwurfbart und der Ältesten Sandsturm, die sich noch an die Schlucht in seinen Träumen erinnern kann, da ihr toter Gefährte Feuerstern mit ihr einmal dort gewesen war. Dort finden sie aber nur Dunkelschweif, einen Einzelläufer, mit einer Gruppe von Streunern, die sich Dunkelschweifs Familie nennen. Sandsturm stirbt auf der Reise. Erlenpfote und die anderen kehren zurück. Auf dem Rückweg finden er und Nadelpfote zwei kleine, verlassene Junge, die sie Zweigjunges und Veilchenjunges nennen und zu den Clans mitnehmen. Doch Dunkelschweif ist ihnen heimlich gefolgt und erobert den SchattenClan. Er greift immer wieder die anderen Clans an und will mehr Macht. Erlenpfote wird indessen zu Erlenherz. Zweigjunges wächst beim DonnerClan auf, Veilchenjunges im SchattenClan. Später schließt sie sich der Familie an. Nadelpfote heißt nun Nadelschweif und ist Veilchenpfotes beste Freundin dort. Kurzstern, der Anführer des Windclans, gesteht, dass Dunkelschweif sein Sohn ist. Er tötet ihn im Kampf und kommt dabei selbst ums Leben. Zweigpfote findet den WolkenClan, der wegen Dunkelschweif kein Zuhause mehr hat, und er wird bei den Clans aufgenommen. Als die Schwestern erfahren, dass sie aus dem WolkenClan stammen, wechseln sie zu diesem Clan. Kurz vor ihrer Kriegerernennung wechselt Zweigpfote jedoch wieder zum DonnerClan. Veilchenpfote wird zu Veilchenglanz und Zweigpfote wird zu Zweigast. Veilchenglanz erwartet Junge von Baum, dem Mediator des WolkenClans. Am Ende teilen die Clans das Territorium neu auf.

#### Teile der 6. Staffel
1. Die Mission des Schülers (The Apprentice's Quest)
2. Donner und Schatten (Thunder and Shadow)
3. Zerrissene Wolken (Shattered Sky)
4. Dunkelste Nacht (Darkest Night)
5. Fluss aus Feuer (River of Fire)
6. Wütender Sturm (The Raging Storm)

### Staffel 7: Das gebrochene Gesetz (The Broken Code)

#### Handlung
Es ist eine unglaublich harte und eiskalte Blattleere. Taubenflug gehört nun zum SchattenClan und ihr Gefährte Tigerherz ist nun der Anführer des Clans, ab jetzt Tigerstern genannt. Zusammen haben sie zwei Töchter, die bereits Krieger sind: Lichtsprung und Springschritt. Ihr Sohn heißt Schattenpfote und ist Heilerschüler. Im DonnerClan ist Stachelpfote Kriegerschülerin von Rosenblatt. Stachelpfote ist die Tochter von Efeusee und Rauchklang. Im WolkenClan lebt Wurzelpfote, der Sohn von Veilchenglanz. Diese Katzen bilden die Protagonisten dieser Staffel. Wurzelpfote wird von den älteren Schülern wegen seines „verrückten“ Vaters Baum geärgert. Seine Schwester Nadelpfote stört ihre Herkunft nicht, doch er lässt sich provozieren und bricht nach einer Mutprobe im Eis ein. Im DonnerClan wird er gesund gepflegt und verliebt sich in Stachelpfote, die jedoch in den Krieger Zweigblatt verliebt ist. Die Heilerkatzen der Clans haben den Kontakt zum SternenClan verloren, außer einer: Schattenpfote. Als der Anführer des DonnerClans Brombeerstern todkrank wird, flüstert Schattenpfote eine geheimnisvolle Stimme zu, den Anführer nur heilen zu können, wenn Brombeersterns Zustand sich weiter verschlimmert und dann wieder besser wird – der todkranke Kater soll auf das eisig-kalte Moor gebracht werden. Scheinbar wirkt die Behandlungsmethode, denn Brombeerstern wird geheilt. Doch auf einmal verhält er sich ganz anders als vorher. Aus dem gutherzigen Brombeerstern ist eine böse Katze geworden, die vermutet, basierend auf Schattenpfotes Visionen, der SternenClan würde wollen, dass alle Krieger, die bisher gegen das Gesetz der Krieger verstoßen haben, bestraft werden sollten. Doch das ist doch gar nicht die Art des SternenClans, vermutet Schattenpfote. Dennoch zweifelt er an sich selbst und an seinen Visionen und fragt sich, ob sie wirklich vom SternenClan kämen oder sich ein Betrüger eingeschlichen habe. Währenddessen verliebt sich Stachelpfote (nun Stachelfrost) ebenfalls in Wurzelpfote (nun Wurzelquell). Sie beschließen aber, dass sie keine Gefährten werden können. Es stellt sich heraus, dass sich Aschenpelz in Brombeersterns Körper geschlichen hat und versucht, die Clans zu zerstören. Er kann gefangen genommen und im SchattenClan-Lager bewacht werden. Die Anführer wollen ihn töten, allerdings verhilft Schattenpfote (nun: Schattenhelle) Aschenpelz zur Flucht. Dieser zieht Eichhornschweif mit sich in den Mondsee und hält sie im Wald der Finsternis gefangen. Dort hält er auch alle Geister der Katzen gefangen, die gestorben sind, seit er die Verbindung zum SternenClan zerstört hat. Diese werden von ihm kontrolliert. Schattenhelle gelingt es, Eichhornschweif und Brombeersterns Geist zu helfen. Später gelingt es ihnen mit Schneeschopfs und Wurzelquells Hilfe, aus dem Wald der Finsternis zu fliehen. Wurzelquell muss nun versuchen, mit Stachelfrost und Schattenhelle, welche zurückgekommen sind, um ihm zu helfen, zu fliehen und die Geisterkatzen aus Aschenpelz’ Kontrolle zu befreien. Stachelfrost gelingt es, Aschenpelz zu besiegen, stirbt dabei aber selbst. Da Sie im Wald der Finsternis gestorben ist, lebt Ihr Geist nicht im Sternenclan weiter.

#### Teile der 7. Staffel
1. Verlorene Sterne (Lost Stars)
2. Eisiges Schweigen (The Silent Thaw)
3. Schleier aus Schatten (Veil of Shadows)
4. Finsternis im Inneren (Darkness Within)
5. Ort ohne Sterne (The Place of no stars)
6. Licht im Nebel (A Light in the Mist)

### Staffel 8: Ein sternenloser Clan (A starless Clan)

#### Handlung
Das Gesetz der Krieger wurde geändert und man kann nun die Clans wechseln. Man muss allerdings drei Aufgaben bestehen. Als alles wieder friedlich ist und sich die Clans wieder erholt haben, passiert eine Reihe seltsamer Unglücke im Flussclan. Ist das alles nur Zufall, oder steckt jemand dahinter, der die Clans erneut in eine Finsternis leiten will?

#### Teile der 8. Staffel
1. Fluss (River)
2. Wolken (Sky)
3. Schatten (Shadow)
4. Donner (Thunder)
5. Wind (Wind)
6. Sterne[20] (Star)

### Staffel 9:Changing skies

#### Teile der 9. Staffel
1. The Elder's Quest (Englisch)
2. Hidden Moon (Englisch)
3. Chasing Shadows (Englisch)

### Special Adventure (Super Edition)
Die Special-Adventure-Romane sind alleinstehende Geschichten, welche zeitlich losgelöst von den einzelnen Staffeln spielen. Meistens behandeln sie das Leben oder einen Lebensabschnitt einer einzelnen Katze, welche oft auch in den Staffeln selbst vorkommt.

#### Feuersterns Mission (Firestar's Quest)
Feuerstern und Sandsturm gehen auf eine Reise um den vor langer Zeit vertriebenen WolkenClan wieder zu vereinen. Zeitlich spielt das Buch zwischen der ersten und zweiten Staffel.

#### Das Schicksal des WolkenClans (SkyClan's Destiny)
Der Roman spielt zeitlich kurz nach Feuersterns Mission und zeigt die Entwicklung des Wolkenclans, nachdem Feuerstern den besagten Clan verlassen hat. Der Roman wird aus der Perspektive der Wolkenclan-Anführerin Blattstern erzählt.

#### Blausterns Prophezeiung (Bluestar's Prophecy)
Hier wird Blausterns Leben vom Jungen zur Anführerin des Donnerclans behandelt. Der Roman spielt vor der ersten Staffel, in der Blaustern bereits als Anführerin bekannt ist.

#### Streifensterns Bestimmung (Crookedstar's Promise)
Der Leser begleitet Streifensterns Weg vom Jungen bis zum Anführer des FlussClans. Die Erzählung spielt vor der ersten Staffel, in der Streifenstern bereits als Anführer bekannt ist.

#### Gelbzahns Geheimnis (Yellowfang's Secret)
Das Buch erzählt Gelbzahns Jugend im SchattenClan, in der sie unerlaubter Weise Junge bekommt. Das Buch spielt vor der ersten Staffel, in der Gelbzahn schließlich zum DonnerClan wechselt.

#### Riesensterns Rache (Tallstar's Revenge)
Riesenstern, noch Krieger als Riesenschweif, will den Tod seines Vaters rächen, weshalb er sich auf eine lange Reise begibt.

#### Brombeersterns Aufstieg (Bramblestar's Storm)
Brombeerstern sammelt seine neuen Erfahrungen als Clananführer. Er muss seinen Clan in schwierigen Zeiten zusammenhalten. Das Band spielt zwischen Staffel 4 und Staffel 6.

#### Mottenflugs Vision (Moth Flight's Vision)
Mottenflug, die Tochter von Windläufer aus dem WindClan, muss eine schwierige Aufgabe erfüllen und wird die allererste Heiler-Katze der Clans. Die Geschichte spielt nach der fünften Staffel und vor allen anderen Staffeln.

#### Habichtschwinges Reise (Hawkwing's Journey)
Hier begleiten wir Habichtschwinge, einem Krieger des Wolkenclans, bei seiner Reise von der Schlucht zum See.

#### Tigerherz' Schatten (Tigerheart's Shadow)
Tigerherz und Taubenflug verlassen die Clans und ziehen Ihre Jungen in der Stadt auf. Doch Tigerherz trägt auch am See große Verantwortung. Ohne ihn droht der Schattenclan unterzugehen.

#### Krähenfeders Prüfung (Crowfeather's Trial)
Krähenfeder wird nach dem Großen Kampf mit seinem Sohn Windpelz konfrontiert, welcher einen schweren Verrat begann. Er muss lernen, seinem Sohn nicht nur zu verzeihen, sondern ihn auch wieder lieben zu lernen. Ausgerechnet jetzt verschwindet Windpelz Mutter Nachtwolke.

#### Eichhornschweifs Hoffnung (Squirrelflight's Hope)
Die Loyalität der Kriegerin Eichhornschweif wird auf eine harte Probe gestellt, als sie hinter den Grenzen der Clans eine Gruppe mit Streuner entdeckt.

#### Graustreifs Versprechen (Graystripe's Vow)
Graustreif denkt an die Zeit als junger Krieger zurück (spielt während der siebten Staffel, mit Rückblicken aus der Zeit des Buches Feuersterns Mission).

#### Leopardensterns Ehre (Leopardstar's Honor)
Schon als Leopardenjunges gerade erst frisch auf die Welt gekommen ist, fühlt sie, dass sie etwas besonderes für den Clan tun wird.

#### Kurzsterns Bekenntnis (Onestar's Confession)
Kurzstern muss in dem unbekannten Territorium seine Clan-Kameraden zusammenhalten und lernen, einen Clan anzuführen. Gleichzeitig muss er für einen früheren, tödlichen Fehler bezahlen.

#### Riverstar's Home
Flussstern, der erste Anführer des FlussClans baut gerade seinen neuen Clan auf. Doch genau dann kommt eine Katze aus seinem alten Zuhause und stellt seine Loyalität in Frage.

#### Ivypool's Heart
Bislang noch nicht in deutscher Sprache erschienen.

#### StormClans Folly
Bislang noch nicht in deutscher Sprache erschienen.

### Short Adventure

#### Wolkensterns Reise (Cloudstar's Journey)
Wolkenstern führt seinen Clan nach Verlust ihres Territoriums und des Verrats der anderen Clans in eine neue Heimat.

#### Distelblatts Geschichte (Hollyleaf's Story)
Diestelblatt flieht von den Clans und verirrt sich in den Mysteryiösen Tunneln unter den Territorien. Dort trifft sie Fallendes Blatt. Was sie jedoch nicht weiß, ist, dass der geheimnisvolle Kater ein längst verstorbenes Mitglied der Ersten Siedler (noch vor dem Stamm des Eilenden Wassers) war.

#### Taubenflugs Schicksal (Dovewing's Silence)
Taubenflug verliert nach dem Großen Kampf ihre besondere Fähigkeit und muss nun das normale Kriegerdasein akzeptieren lernen. Gleichzeitig droht der Donnerclan innerlich zu zerreißen.

#### Ahornschattens Vergeltung (Mapleshade's Vengeance)
Ahornschatten verliert nach einem schweren Verrat ihre Stellung im Donnerclan. Blind vor Wut rächt sie sich an Ihren ehemaligen Gefährten.

#### Tigerkralles Zorn (Tigerclaw's Fury)
Tigerkralle wird nach seinem Verrat am Donnerclan verstoßen. Wieder gestärkt kehrt er in den Wald zurück und schwört Rache.

#### Blattsees Wunsch (Leafpool's Wish)
Blattsee wurde nach ihrem Verrat wieder im Donnerclan aufgenommen. Doch Ihre Stellung als Heilerin ist gefährdet, denn die Vergangenheit holt sie ein. Um Ihrem Clan weiterhin treu zu dienen, muss sie eine schwere Entscheidung treffen.

#### Donnersterns Echo (Thunderstar's Echo)
Der erste Anführer des DonnerClans entdeckt eine Gefahr und muss zusammen mit seinem besten Freund und Zweiten Anführer Blitzschweif die Gefahr bewältigen, um den Clan zu schützen.

#### Gänsefeders Fluch (Goosefeather's Curse)
Schon als junger Kater kann Gänsefeder gestorbene Katzen sehen und wird dadurch von vielen Katzen als verrückt bezeichnet.

#### Kiefernsterns Wahl (Pinestar's Choice)
Kiefernstern hat sein vorletztes Leben verloren. Auch sein eigener Sohn scheint eine Bedrohung zu sein, deshalb ist er sich nicht sicher, ob er noch im DonnerClan leben soll oder sich lieber an einem bequemeren Ort zurückziehen soll.

#### Tüpfelblatts Herz (Spottedleaf's Heart)
Tüpfelblatts Herz schlägt für den streitlustigen Stachelkralle. Doch schnell erfährt sie von einem dunklen Geheimnis, welches Tüpfelblatt vor eine schwere Entscheidung stellt.

#### Rabenpfotes Abschied (Ravenpaw's Farewell)
Rabenpfote lebt schon lange Zeit nicht mehr bei den Clans. Doch sein Wissen gibt er gerne an die neue Generation weiter. So entsteht der Wunsch bei zwei jungen Katzen, selbst Krieger zu werden. Rabenpfote macht sich auf die Reise, ein aller letztes Mal.

#### Rotschweifs Schuld (Redtail's Debt)
Rotpfote steht in Tigerkralles Schuld, da er sein Leben gerettet hatte. Doch bei einem Kampf bei den Sonnenfelsen zögert Tigerkralle nicht die Macht endgültig an sich zu reißen.

#### Bernsteinpelz' Clan (Tawnypelt's Clan)
Bernsteinpelz ist schon seit langer Zeit beim SchattenClan. Doch der junge Kater Schattenjunges hat Visionen von einer Katzengruppe bei einem Wasserfall, worauf Bernsteinpelz sich entscheidet mit einigen Katzen zu diesem Ort zu reisen.

#### Schattensterns Leben (Shadowstar's Life)
Schattenstern hat ihr letztes Leben erreicht und weiß nicht, was nach ihrem Tod dann passieren wird. Doch in ihrem letzten Leben erlebt sie noch einige Dinge.

#### Kieselglanz‘ Junge (Pebbleshine's Kits)
Kieselglanz erwartet Junge von Habichtschwinge. Doch dann begeben sich einige Katzen auf eine Reise und auf dieser Wanderung passiert ein gefährlicher Zwischenfall.

#### Baums Wurzeln (Tree's Roots)
Baum wird im Lager von den Schwestern geboren, eine Bande von Streunern. Doch nach sechs Monden müssen alle Kater ihre eigenen Wege ziehen und so findet er seinen Vater alleine in der Wildnis.

#### Mottenflügels Geheimnis (Mothwing's Secret)
Mottenflügel, die Tochter des gefährlichen Kriegers Tigerstern, kommt in den FlussClan und möchte ihre Kriegerausbildung beginnen, doch ihr Bruder Habichtfrost hat schon andere Pläne für sie.

#### Minkas Familie (Daisy's Kin)
Minka fühlt sich so als würde sie im Clan nicht mehr gebraucht werden. Doch dann kommt ein Kater zu ihr um sie zu bitten seiner Gefährtin bei der Geburt ihrer Jungen zu helfen. Als die Mutter der Jungen dann stirbt, wird Minka eine schwere Entscheidung treffen müssen.

#### Punktfells Aufstand (Spotfur's Rebellion)
Brombeerstern verbannt alle Gesetzesbrecher aus dem Donnerclan. Er hat viele treue Anhänger, die glauben, er würde richtig handeln, doch als Punktfell von ihrer Strafe zurückkehrt, beschließt sie, dass sie etwas gegen Brombeerstern unternehmen muss.

#### Schwarzfuß' Abrechnung (Blackfoot's Reckoning)
Schwarzfuß, der zweite Anführer des SchattenClans muss zu den Hochfelsen gehen, um seine neun Leben zu erhalten, da Tigerstern, der vorherige Anführer gestorben war. Doch das ist nicht so einfach. Der SternenClan gibt ihm zwei Möglichkeiten. Entweder er muss sich durch die Leben, die er bekommt, an alle Fehler in seinem Leben zurückerinnern, oder er wird kein Anführer und lässt jemand anderen den Vortritt.

### Graphic Novels
- Schatten über dem FlussClan (A Shadow in RiverClan)
- Wind des Wandels (Wind of change)
- Verbannung aus dem SchattenClan (Exile from ShadowClan)
- Der Dieb des DonnerClans (A thief in ThunderClan)
- The rise of Scourge
- Graustreifs Weg zurück (Graystripes Adventure)

### Comics
- Rabenpfotes Abenteuer (Ravenpaws Path)
- Der Wolkenclan in Gefahr (SkyClan and the stranger)
- Geißels Rache (The rise of scourge)
- Graustreif und Millie (Graystripes Adventure)
- Tigerstern und Sasha (Tigerstar and Sasha)

### Die Welt der Clans (Field Guides)
Es werden Geschichten der Clans erzählt.
- Die letzten Geheimnisse (Secrets of the Clans)
- Von Helden und Verrätern (Cats of the Clans)
- Das Gesetz der Krieger (Code of the Clans)
- Legendäre Kämpfe (Battles of the Clans)
- Deine Welt der Clans
- Enter the Clans
- The Ultimate Guide (2013)
- The Ultimate Guide (2023)
- Adventskalenderbücher

## Clans
In der Romanreihe existieren mit dem Fluss-, Wind-, Schatten- und DonnerClan Gruppen von Katzen, die jeweils über ein eigenes Territorium herrschen. Katzen anderer Clans ist es untersagt, das Territorium eines anderen Clans zu betreten. Der WolkenClan, der in der Vergangenheit von den Zweibeinern (Menschen) vertrieben wurde und sich anschließend auflöste, wird von Feuerstern und Sandsturm im Laufe der Geschichte neu gegründet. Der SternenClan sind ihre gemeinsamen Kriegerahnen. Katzen, die sich zu viel zuschulden haben kommen lassen, werden in den Wald der Finsternis verbannt. In bestimmten Büchern wird auch der Stamm des eilenden Wassers erwähnt, der in den Bergen lebt, und einige anderen clanähnliche Gruppen. Die Kriegerahnen des Stamms des eilenden Wassers sind der Stamm der ewigen Jagd. Es gibt noch folgende Clans (Gruppen): BlutClan: The Rebels, Wächterkatzen, Streuner, die Schwestern und Einzelläufer.

### Organisation
Die organisatorische Struktur der Clans ist hierarchisch aufgebaut; an ihrer Spitze steht jeweils ein Anführer. Der Anführer erwählt einen zweiten Anführer, der Patrouillen einteilt und beim Tod oder Abtritt des Anführers selbst zum Anführer wird. Die Krieger kämpfen in Schlachten oder jagen Beute für den Clan. Katzen, die trächtig sind, werden zu Königinnen, bis ihre Jungen im Alter von ca. sechs Monden (Monate) zu Schülern ernannt werden. Ist dies für alle Katzenjunge des Wurfs geschehen, wird die Königin erneut zur Kriegerin oder bleibt in der Kinderstube und hilft anderen Königinnen mit ihren Jungen. Bei Ernennung der Schüler erhalten diese einen Mentor aus dem Rang der Krieger, der ihre Ausbildung übernimmt und der später zusammen mit dem Anführer entscheidet, ob sein Schüler bereit ist selbst ein Krieger zu werden. Werden die Katzen zu alt, um zu kämpfen bzw. Jungkatzen zu bekommen, werden sie zu sogenannten Ältesten, die vom Clan versorgt werden und keine Pflichten zu erfüllen haben. Darüber hinaus verfügt jeder Clan über mindestens eine Heilerkatze, die wiederum auch noch einen Heilerschüler haben kann. Diese Katzen kümmern sich um kranke oder verletzte Clankameraden und haben üblicherweise einen besonderen Bund zum SternenClan. Alle Katzen müssen ab dem Schüleralter das Gesetz der Krieger achten.

### Das Gesetz der Krieger
Die Clans leben nach dem Gesetz der Krieger. Dieses darf nicht gebrochen werden.
1. Verteidige deinen Clan, selbst wenn es dein Leben kostet. Du darfst dich mit Katzen anderer Clans anfreunden, aber deine Loyalität gilt stets deinem eigenen Clan.
2. Im Territorium eines anderen Clans darfst du niemals jagen und es auch nicht betreten.
3. Älteste und Junge werden zuerst mit Beute versorgt, vor den Schülern und Kriegern.
4. Beute wird nur erlegt, um sich davon zu ernähren. Danke dem SternenClan für jedes Leben.
5. Ein Junges muss mindestens sechs Monde alt sein, bevor es zum Schüler ernannt wird.
6. Wenn neu ernannte Krieger ihren Kriegernamen erhalten haben, halten sie eine Nacht lang schweigend Wache.
7. Eine Katze kann nicht zum Zweiten Anführer ernannt werden, bevor sie wenigstens einmal Mentor eines Schülers gewesen ist.
8. Wenn ein Anführer zurücktritt oder verstirbt, tritt sein Zweiter Anführer die Nachfolge an.
9. Wenn ein Zweiter Anführer befördert wird, zurücktritt oder verstirbt, muss vor Mondhoch sein Nachfolger ernannt werden.
10. Jeden Vollmond treffen sich alle Clans zu einer Großen Versammlung. In dieser Nacht dürfen die Clans nicht gegeneinander kämpfen.
11. Territoriumsgrenzen sind täglich zu kontrollieren und zu markieren. Katzen, die unbefugt eindringen, müssen verjagt werden.
12. Ein Krieger darf ein Junges in Not oder Gefahr niemals im Stich lassen, selbst wenn es zu einem fremden Clan gehört.
13. Das Wort des Anführers eines Clans ist Gesetz.
14. Ein ehrbarer Krieger tötet keine Katzen, um eine Schlacht zu gewinnen, es sei denn, ein Gegner hält sich nicht an das Gesetz der Krieger oder bedroht sein Leben.
15. Ein Krieger verachtet das verweichlichte Leben von Hauskätzchen.
16. Ein Clan hat das Recht, stolz und unabhängig zu sein aber in Zeiten der Not seine Grenzen zu vergessen. Jeder Clan muss überleben.

Das Gesetz der Krieger ist im Buch „Warrior Cats – Die Welt der Clans – Das Gesetz der Krieger“ nachzulesen.

### DonnerClan
Die Zusammensetzung der Katzen und damit deren Rollen im Clan verändern sich mit der Zeit. Deshalb werden hier die wichtigsten Krieger und Heiler der Staffeln dargestellt.

#### Anführer (chronologisch)
- Donner, später Donnerstern – großer Kater mit leuchtendem, feurig orangefarbenem Fell; Gründer des DonnerClans
- Eulenstern
- Rotstern – rotbrauner Kater mit gelben Augen
- Rehstern – helle, braun-weiß und cremefarbene Kätzin mit bernsteinfarbenen Augen
- Kiefernstern – rotbrauner Kater mit grünen Augen; verbringt sein neuntes Leben als Hauskätzchen
- Abendstern – leuchtend feuerfarbener Kater mit gelben Augen
- Blaustern – blaugraue Kätzin mit einer Spur Silber um die Schnauze und eisblauen Augen
- Feuerstern – attraktiver orangefarbener Kater mit dunklen orangeroten Streifen und hellen smaragdgrünen Augen[21]
- Brombeerstern – dunkelbraun-getigerter Kater mit gelben Augen
- Eichhornstern – dunkelrote Kätzin mit grünen Augen

#### Zweite Anführer (chronologisch)
- Blitzschweif
- Eulenauge, später Anführer als Eulenstern
- Abendsonne, später Anführer als Abendstern
- Bernsteinfleck
- Blaupelz, später Anführerin als Blaustern
- Rotschweif – kleiner, schildpattfarbener Kater mit auffälligem rotem Schwanz
- Löwenherz – prachtvoller golden gestreifter Kater mit dichtem Fell wie eine Löwenmähne; Mentor von Graupfote (später: Graustreif)
- Tigerkralle – großer dunkelbraun getigerter Kater mit außergewöhnlich langen Vorderkrallen; wurde aus dem Clan nach Verrat Blausterns verstoßen; später als Tigerstern Anführer des SchattenClans
- Feuerherz, später Anführer als Feuerstern
- Weißpelz – großer, weißer Kater; Mentor von Sandpfote (später: Sandsturm)
- Graustreif – komplett grauer Kater mit dichtem Fell
- Brombeerkralle, später Anführer als Brombeerstern
- Eichhornschweif, später Anführerin als Eichhornstern
- Löwenglut – goldgelb getigerter Kater mit bernsteinfarbenen Augen
- Nachtherz – schwarzer Kater mit bernsteinfarbenen Augen

#### Heiler (chronologisch)
- Wolkenfleck – großer Kater mit langem grauen Fell
- Haferkrümel – Kätzin mit cremefarbenen Fell und goldenen Augen
- Rabenschwinge – kleiner Kater mit dichten schwarzen Fell und azurblauen Augen
- Schellbeere – Kätzin mit grünen Augen und dichten weißen Fell
- Gänsefeder – pummeliger, grau-gefleckter, ungepflegter Kater mit wässrigen wasserblauen Augen, gelben Zähnen und hakenförmigen Krallen
- Federbart – heller, silbergrauer Kater mit ungewöhnlich federnden Schnurrhaaren und bernsteinfarbenen Augen
- Tüpfelblatt – schöne, schildpattfarbene Kätzin mit ungewöhnlich geschecktem Fell
- Gelbzahn – alte, graue Kätzin mit orangefarbenen Augen, früher beim SchattenClan
- Rußpelz – graue Katze mit blauen Augen und verletztem Bein
- Blattsee – hellbraun getigerte Kätzin mit bernsteinfarbenen Augen
- Häherfeder – grau getigerter, blinder Kater mit blauen Augen
- Erlenherz – dunkelroter Kater mit bernsteinfarbenen Augen und einer weißen Schwanzspitze

#### Krieger (Auswahl)
- Dunkelstreif – schlanker, schwarzgrau getigerter Kater; Mentor von Borkenpfote (später: Borkenpelz)
- Langschweif – Kater mit hellem Fell und schwarzen Streifen; Mentor von Wieselpfote
- Sturmwind – schnellfüßiger, gescheckter Kater
- Glanzfell – sehr hellgraue Kätzin mit ungewöhnlich blauen Augen
- Mausefell – kleine, braune Kätzin, stereotypische Älteste
- Feuerherz – attraktiver orangefarbener Kater mit orangeroten Streifen und hellen smaragdgrünen Augen (später: Feuerstern)
- Brombeerkralle – Sohn von Tigerkralle, später Brombeerstern
- Graustreif – langhaariger, reingrauer Kater
- Sandsturm – helle, gelbbraune Kätzin, Mutter von Eichhornschweif und Blattsee
- Borkenpelz – dunkelbraun getigerter Kater
- Aschenpelz- grauer Kater mit dunkleren Punkten und blauen Augen
- Distelblatt – schwarze Kätzin mit grünen Augen
- Löwenglut – golden getigerter Kater
- Taubenflug – hellgraue Kätzin mit blauen Augen
- Efeusee – silberweiße Tigerkätzin mit dunkelblauen Augen; Mutter von Stachelfrost, Nelkenohr und Schnipskralle
- Eiswolke – schneeweiße Kätzin mit eisblauen Augen und buschigen Schwanz
- Fuchssprung – roter Kater, mit buschigen Schwanz und weißer Schwanzspitze
- Wurzellicht – braune Kätzin mit gebrochener Wirbelsäule
- Hummelstreif – sehr hellgrauer Kater mit schwarzen Streifen
- Nachtherz – schwarzer Kater mit bernsteinfarbenen Augen
- Stachelfrost – hellgrau getigerte Kätzin mit blaugrünen Augen
- Wolkenschweif – langhaariger weißer Kater mit blauen Augen
- Rotschweif – schildpattfarbener Kater mit rotem Schwanz
- Stachelkralle – grau-weißer Kater mit bernsteinfarbenen Augen
- Schneepelz – weiße Kätzin mit grauen Ohren und blauen Augen

#### Schüler (Auswahl)
- Rabenpfote, später ein Einzelläufer – kleiner, magerer schwarzer Kater mit weißer Schwanzspitze und winzigem weißen Fleck auf der Brust
- Wieselpfote – schwarz-weißer Kater mit gelben Augen

#### Königinnen (Auswahl)
- Frostfell – Kätzin mit schönem weißem Fell und blauen Augen
- Buntgesicht – gescheckte Kätzin
- Goldblüte – Kätzin mit hellem, gelbbraunen Fell
- Fleckenschweif – hell gescheckt, älteste Königin in der Kinderstube
- Rauchfell – rauchgraue Kätzin mit Blauen Augen
- Minka – cremefarbene Kätzin; lebte zuvor außerhalb der Clans mit Socke und Molly zusammen
- Rußherz – grau getigerte Kätzin mit dunkel blauen Augen
- Ampferschweif – schildpattfarbene Kätzin mit bernsteinfarbenen Augen
- Blumenfall – schildplattfarben-weiße Kätzin

#### Älteste
- Kurzschweif – dunkelbraun getigerter Kater, dem ein Teil des Schwanzes fehlt, mit gelben Augen
- Kleinohr – grauer Kater mit kleinen Ohren, ältester Kater des Clans
- Flickenpelz – kleiner, schwarz-weißer Kater
- Einauge – hellgraue Kätzin, fast ganz blind und taub. Älteste Kätzin des Clans
- Tupfenschweif – einst hübsche Kätzin mit schildpattfarbenem Fell
- Millie – silbern getigerte Kätzin
- Charly – kräftiger Tigerkater mit grauer Schnauze, ehemaliger Einzelläufer
- Mausefell - graubraune Kätzin, launisch
- Langschweif - blinder Kater, helles Fell mit dunklen Streifen, wurde jung Ältester

### SchattenClan

#### Anführer (chronologisch)
- Großer Schatten, später Schattenstern – schwarze Kätzin mit grünen Augen; Gründerin des SchattenClans
- Rabenstern – schwarzer Kater mit gelben Augen
- Morgenstern – cremebraune Kätzin
- Zedernstern – dunkelgrauer Kater mit weißem Bauch und bernsteinfarbenen Augen
- Fetzenstern (in früheren Übersetzungen Kampfstern) – Vater von Braunstern; dunkelbraun-getigerter Kater mit bernsteinfarbenen Augen
- Braunstern – langhaariger, dunkelbraun getigerter, ehrgeiziger und vor allem grausamer Kater mit Knick im Schwanz
- Nachtstern – schwarzer Kater, hatte aber keine Leben vom Sternenclan
- Tigerstern (Tigerkralle) – großer, dunkelbraun getigerter Kater mit außergewöhnlich langen Vorderkrallen, ursprünglich Krieger beim DonnerClan; Vater von Bernsteinpelz
- Schwarzstern – großer, weißer Kater mit riesigen, pechschwarzen Pfoten, sechs Zehen an einer Pfote
- Eschenstern – goldbrauner Kater
- Tigerstern (Tigerherz) – dunkelbraun getigerter Kater

#### Zweite Anführer (chronologisch)
- Steinzahn – graugestreifter Kater mit langen Zähnen
- Schwarzfuß, später Anführer als Schwarzstern
- Hellpelz – dünner, grauer Kater
- Rostfell – dunkle, goldbraune Kätzin
- Eschenkralle – rotbrauner Kater
- Krähenfrost – schwarz-weißer Kater
- Tigerherz, später Anführer als Tigerstern
- Bernsteinpelz – schildpattfarbene Kätzin mit grünen Augen; Tochter von Tigerstern (Tigerkralle) und Mutter von Tigerstern (Tigerherz)
- Wacholderkralle – schwarzer Kater
- Kleefuß – grau getigerte Kätzin

#### Heiler (chronologisch)
- Kieselherz – kleiner grauer Kater
- Salbeibart – schneeweiße Kätzin mit langen Schnurrhaaren, klaren blauen Augen und einer gräulichen Schnauze
- Gelbzahn – graue Kätzin mit Bernstein Augen, wechselt später zum DonnerClan
- Triefnase – kleiner, grau weißer Kater
- Kleinwolke – sehr kleiner, getigerter Kater
- Flammenschweif- rotorangener Kater
- Pfützenglanz – brauner Kater mit weißen Flecken
- Schattenhelle – schwarzer Kater

#### Krieger (Auswahl)
- Stummelschweif – brauner, gescheckter Kater; Mentor von Erdpfote
- Kieselstein – silbern getigerter Kater; Mentor von Nasspfote
- Narbengesicht – brauner Kater voller Kampfnarben; Mentor von Zwergpfote
- Sonnenstrahl – braun weiß getigerte Kätzin mit weißen Flecken und gelben Augen

#### Königinnen (Auswahl)
- Eichenblatt
- Dämmerwolke – kleine, gescheckte Kätzin
- Glanzblüte – schwarz-weiße Kätzin

#### Älteste (Auswahl)
- Aschenfell – magerer, grauer Kater
- Nachtpelz – Schwarzer Kater

### FlussClan

#### Anführer (chronologisch)
- Strömender Fluss, später Flussstern – silbergrauer Kater mit grünen Augen; Gründer des FlussClans
- Birkenstern – hellbraun getigerte Kätzin
- Jubelstern – riesiger grauer Kater mit dichtem Fell
- Streifenstern – riesiger, hell getigerter Kater mit einem schiefen Kiefer
- Leopardenstern – ungewöhnlich getupfte, goldene Kätzin
- Nebelstern – blaugraue Kätzin mit blauen Augen
- Eisstern – weiße Kätzin mit blauen Augen

#### Zweite Anführer (chronologisch)
- Eichenherz – rotbrauner Kater
- Leopardenfell, später Anführerin als Leopardenstern
- Steinfell – grauer Kater mit Kampfnarben an den Ohren
- Nebelfuß, später Anführerin als Nebelstern
- Schilfbart – schwarzer Kater
- Spritzschweif

#### Heiler (chronologisch)
- Getupfter Pelz – schildpattfarbende Kätzin
- Brombeerblüte – schneeweiße Kätzin mit schwarzen Tupfen und hellblauen Augen
- Schmutzfell – langhaariger, hellbrauner Kater mit leuchtend goldfarbenen Augen und einer schwarzen Nase
- Mottenflügel – schöne, golden gefleckte und gestreifte Kätzin mit bernsteinfarbenen Augen; Mentorin von Maulbeerpfote (später Maulbeerglanz) und Frostpfote
- Maulbeerglanz – hellgrau-getigerte Kätzin mit einer schwarzen Nase und leuchtend grünen Augen
- Frostpfote – kleine hellgraue Kätzin mit dunkleren Flecken

#### Krieger (Auswahl)
- Zedernpelz – stämmiger, braun gestreifter Kater mit kurzem Schwanz;Mentor von Schiefpfote (später Streifenstern)
- Schwarzkralle – rauchschwarzer Kater
- Steinfell – grauer Kater mit Kampfnarben an den Ohren und blauen Augen
- Silberfluss – hübsche, schlanke, silbern gestreifte Kätzin (stirbt bei der Geburt von Sturmpelz und Federschweif)
- Weißkralle – dunkelbrauner Kater mit einer weißen Pfote und orangefarbenen Augen
- Graustreif (vorübergehend) – langhaariger, rein grauer Kater
- Bleifuß – stämmiger, getigerter Kater
- Schattenpelz – tief dunkelgraue Kätzin
- Nebelfuß – blaugraue Kätzin mit eisblauen Augen
- Rumpelbauch – dunkelbrauner Kater mit bernsteinfarbenen Augen
- Federschweif – schlanke, helle, silbergrau gestreifte Kätzin mit klaren, himmelblauen Augen
- Sturmpelz – hellgrauer Kater mit Bernsteinfarbenen Augen
- Habichtfrost – dunkelbrauner, getigerter Kater mit eiskalten blauen Augen

#### Schüler (Auswahl)
- Dämmerpfote

#### Königin (Auswahl)
- Moospelz – schildpattfarbene Kätzin
- Frischblüte
- Regenblüte – hellgraue Kätzin

#### Älteste (Auswahl)
- Grauteich – dünne, graue Kätzin mit schütterem Fell und Narben an der Schnauze

### WindClan

#### Anführer (chronologisch)
- Windläufer, später Windstern – braune Kätzin mit gelben Augen; Gründerin des WindClans
- Ginsterstern – grau getigerter Kater mit grünen Augen
- Blitzstern – dunkelgrauer Kater
- Haselstern
- Heidestern – Anführerin vor Riesenstern, hellgraue Tigerkätzin, mit rosa schimmerndem Fell und blauen Augen
- Riesenstern – schwarz-weißer Kater mit einem sehr langen Schwanz; Mentor von Totpfote
- Kurzstern – braun gescheckter Kater; kurzfristig erwählt; Mentor von Ginsterpfote
- Hasenstern – braun-weißer Kater

#### Zweiter Anführer (chronologisch)
- Lahmfuß – schwarzer Kater mit verkrüppelter Pfote
- Moorkralle – gesprenkelter, dunkelbrauner Kater; Mentor von Spinnenpfote (später: Spinnenfuß)
- Kurzbart, später Anführer als Kurzstern
- Aschenfuß – graue Kätzin; Mutter von Krähenfeder
- Hasensprung, später Anführer als Hasenstern
- Windpelz – schwarzer Kater mit gelben Augen
- Krähenfeder – rauchgrauer, fast schwarzer Kater mit blauen Augen

#### Heiler (chronologisch)
- Mottenflug – weiße Kätzin mit grünen Augen
- Habichtherz – gefleckter dunkelbrauner Kater mit gelben Augen
- Rindengesicht – brauner Kater mit kurzem Schwanz
- Falkenflug – grau gescheckter Kater

#### Krieger (Auswahl)
- Fetzohr – getigerter Kater; Mentor von Laufpfote (später: Lauftatze)
- Spinnenfuß – dunkelbraun getigerter Kater
- Lauftatze – goldbraune Kätzin
- Plätscherbach – hellgrau getigerte Kätzin

#### Königinnen (Auswahl)
- Habichtfuß
- Gänseschweif
- Morgenblüte – schildpattfarbene Kätzin

#### Älteste (Auswahl)
- Krähenfell – alter, schwarzer Kater

### WolkenClan

#### Anführer (chronologisch)
- Wolkenhimmel, später Wolkenstern – hellgrauer Kater mit eisblauen Augen; Gründer des WolkenClans
- Wolkenstern – hellgrauer Kater mit weißen Flecken und sehr hellen Augen
- Spinnenstern – dunkel gestreifter Kater; letzter Anführer des alten WolkenClans
- Blattstern – braun und cremefarben gestreifte Kätzin mit bernsteinfarbenen Augen

#### Zweite Anführer (chronologisch)
- Bussardfeder
- Scharfkralle
- Wespenbart
- Habichtschwinge

#### Mediator
- Baum

#### Heiler (chronologisch)
- Micah
- Eichelfell
- Rehauge
- Echoklang
- Tupfenwunsch
- Zappelflocke

#### Krieger (Auswahl)
- Flickenfuss – schwarz-weißer Kater
- Blütenduft – hellgraue Kätzin
- Spatzenschweif – dunkelbraun getigerter Kater
- Springschweif – schildpattfarbene Kätzin
- Wespenbart – grau-weißer Kater
- Spitzmauszahn – schlanker, schwarzer Kater
- Pechkralle – tiefschwarze Kätzin, Tageslichtkriegerin (kehrt nachts wieder zu ihren Zweibeinern zurück)
- Ziegensturm – golden weißer Kater, Tageslichtkrieger (kehrt nachts wieder zu seinen Zweibeinern zurück)
- Herbstmond – weißer Kater
- Weißmond – weißer Kater, Tageslichtkrieger (kehrt nachts wieder zu seinen Zweibeinern zurück)
- Elsterpelz – schwarz-weißer Kater
- Kieselschatten – schwarzer Kater
- Hoppelfeuer – goldbrauner Kater
- Bienenwolke – kleine, weiße Kätzin
- Veilchenglanz – schwarz-weiße Kätzin
- Wurzelquell – gelber Kater mit bernsteinfarbenen Augen

#### Älteste (Auswahl)
- Flechtenpelz – grau gefleckte Kätzin
- Ranke – struppiger gestreifter Einzelkater
- Rehfarn – braun getigerte Kätzin; Älteste, mit einem blinden Auge

### KriegerClan
Der KriegerClan wurde, nachdem die vier Clans aus dem Wald geflüchtet sind, von Äffchenstern gegründet, welcher Geschichten von den Clans gehört hatte. Graustreif hilft ihnen in Graustreifs Versprechen, einen richtigen Clan zu bilden.

#### Anführer
- Äffchenstern – schildpadfarbene Kätzin mit weißer Brust, weißen Pfoten, grünen Augen und einer flauschigen Brust; Gründerin des KriegerClans

#### Zweite Anführer
/

#### Heiler
- Petunie – graue Kätzin

#### Krieger
- Krallenpfiff
- Feuergesicht
- Käferfresser
- Chester
- Lily
- Buttercup

### Stamm des eilenden Wassers

#### Seher (Anführer und Heiler)
- Steinsager – brauner Kater mit leuchtend grünen Augen

#### Beutejäger
- Grau – hellgrau getigerter Kater
- Flügel – grau-weiße Kätzin

- Sturm – dunkelgrauer Kater
- Bach – getigerte Kätzin mit blauen Augen
- Sturmpelz – dunklerer grauer Kater mit bernsteinfarbenen Augen

#### Höhlenwächter
- Fels – dunkelgrauer Kater mit gelben Augen, Bachs Bruder
- Fang – dunkelbraun getigerter Kater mit langer Narbe im Gesicht
- Zacke – dunkelgrauer Kater
- Vogel – graubraune Kätzin
- Stieg – dunkelbraun getigerter Kater
- Nacht – schwarze Kätzin
- Moos – hellbraune Kätzin

#### Jungenmütter
- Flug – braun getigerte Kätzin
- Sturz – dunkelrote Kätzin

#### Zukünftige
- Schrei – schwarzer Kater (Beutejäger)
- Spritzer – hellbraun getigerte Kätzin (Beutejägerin)
- Kiesel – graue Kätzin (Höhlenwächterin)

#### Älteste
- Wolke – weiße Kätzin
- Regen – gefleckter, brauner Kater

### BlutClan

#### Anführer (chronologisch)
- Geißel – kleiner, schwarzer Kater mit einer weißen Pfote
- Zorn – getigerte Kätzin mit langem Fell und grünen Augen

#### Zweiter Anführer
- Knochen – massiger, schwarz-weißer Kater

#### Anhänger
- Klinker
- Kieselstein (ehemals)
- Mikusch (ehemals)
- Tess
- Schuss
- Schnapper
- Dunkelstreif
- Schiefzahn
- Violet (ehemals)
- Willie
- Minty
- Springer
- Schlange
- Eis
- Gremlin
- Fetzer

### Katzen außerhalb der Clans
- Mikusch – schwarzweißer Kater; lebt auf einem Bauernhof nahe am Wald
- Rabenpfote – schlanker, schwarzer Kater mit weißer Schwanzspitze; zieht nach dem ersten Band zu Mikusch
- Prinzessin – hellbraun getigerte Kätzin mit auffällig weißer Brust und weißen Pfoten; ein Hauskätzchen, Feuersterns Schwester
- Wulle – pummeliges, zutrauliches, schwarz-weißes Kätzchen; lebt in einem Haus am Waldrand, Feuersterns alter bester Freund
- Bob – großes, rotes Hauskätzchen
- Diesel – heller gelber Kater mit schwarzem Zick-Zack Muster, einer helleren Brust, sowie hellerem Maul und Pfoten, einer schwarzen Nase und grünen Augen, ehemaliges Hauskätzchen, Einzelläufer
- Laura – gestreiftes Hauskätzchen mit blauen Augen
- Sasha – lohfarbene Einzelläuferin
- Socke – muskulöser grau-weißer Kater, der in einer Scheune in der Nähe des Pferdeortes wohnt
- Molly – kleine grau-weiße Kätzin, die mit Socke und Minka zusammenlebte
- Millie – kleine, silbergrau getigerte Kätzin; ehemaliges Hauskätzchen, lebt später im DonnerClan
- Streif – großer, silbern getigerter Kater mit dunklen Streifen und bernsteinfarbenen Augen
- Schnips – dünner, hellbrauner Kater mit großen, spitzen Ohren
- Flora – braun-weiße Kätzin mit grünen Augen
- Flip – junge, schildpattfarbene Kätzin mit weißen Streifen im Gesicht
- Sol (Harry) – braun und schildpattfarbener Kater mit langem Fell und blassgelben Augen
- Jingo – dunkelbraun getigerte Kätzin
- Husar – breitschultriger, grauer Kater
- Fleck – gefleckte, braune Kätzin mit vier Jungen
- Fritz – schwarz-weißer Kater mit zerfetzem Ohr
- Tobi – magerer, brauner Kater mit grauer Schnauze
- Flitzer – langhaariger, schwarzer Kater
- Cindy – goldbraun-weiße Kätzin
- Felix – hellgrau getigerter Kater
- Karotte – großer, hellroter Kater; Hauskätzchen
- Puzzle – dicker, schwarz-braun getigerter Kater; Hauskätzchen
- Schneeflocke – weiße Kätzin; Hauskätzchen
- Woody – zottiger, brauner Kater mit gelben Augen; Einzelläufer
- Jessy – Hauskätzchen
- Schlitzer – dünner, muskulöser, braun getigerter Kater; Streuner (Anführer)
- Farn – schwarze Kätzin mit grünen Augen
- Einauge – magerer Kater mit verfilztem hellrot-marmorierten Fell; Streuner
- Kater (Original: Tom) – großer, fetter, kupferroter Kater; Hauskätzchen
- Reisszahn – magerer, grauer Kater mit dunklen Flecken; Sohn von Gremlin; Hauskätzchen/Streuner
- Narzisse – orange-weiße Kätzin; Hauskätzchen

### Die Schwestern
Ist ein Zusammenschluss von Kätzinnen, die immer weiter reisen und eigene Regeln haben: Zum Beispiel die Verbannung ihrer männlichen Nachkommen im sechsten Mond nach der Geburt.

### Die Rebellen (Zusammenschluss von Katzen in der 7. Staffel)
In der siebten Staffel schließen sich einige Katzen zu einer Gruppe zusammen und arbeiten zusammen Pläne gegen den Betrüger aus. Viele von diesen Katzen wurden aus ihren Clans verbannt und haben sich im SchattenClan Territorium, mit deren Zustimmung, niedergelassen.

## Namensgebung
Eine Clankatze hat in ihrem Leben mehrere Namen. Die Namen von Neugeborenen enden auf -junges, z. B. Tulpenjunges. Schüler haben im Namen die Endung -pfote, wie z. B. Tulpenpfote. Als Krieger erhält man dann eine individuelle Endung vom Anführer, die in der Regel mit dem Charakter, dem Aussehen oder herausragenden Leistungen der jeweiligen Katze zusammenhängt. Häufig gibt es -pelz, -fell, -streif, -herz, -schweif, -sturm oder -blatt. -blatt wird häufig für Heiler verwendet. Es gibt aber auch besondere Endungen wie -lied, -klang, -farn oder Ähnliches. Die Anführer der Clans haben als Endung des Namens immer -stern. Der erste Teil des Namens ändert sich in der Regel im Verlauf des Lebens nicht.
Beispiele:
- Aus Sandjunges wird als Schülerin Sandpfote. Als Kriegerin erhält sie den Namen Sandsturm.
- Aus Wolkenjunges wird als Schüler Wolkenpfote. Als Krieger erhält er den Namen Wolkenschweif.
- Aus Blaujunges wird als Schülerin Blaupfote, als Kriegerin wird sie zu Blaupelz und als Anführerin wird aus ihr Blaustern.

In sehr seltenen Fällen wird der ganze Name geändert, wie im Fall von Maispfote auf Halbgesicht auf Lichtherz oder von Rennjunges auf Rennpfote auf Sturmwind.
Es gibt auch einen Kater, dessen Name mehrmals völlig geändert wurde: Streifenstern. Als Junges heißt er Sturmjunges, während des Jungendaseins wird er zu Schiefjunges umbenannt (nach seinem gebrochenen Kiefer), als Schüler Schiefpfote, als Krieger Schiefmaul und als Anführer wird aus ihm Streifenstern.
Wenn Schüler sich besonders verdient gemacht hatten, konnten sie sich gegebenenfalls ihren Namen selbst aussuchen. So war es der Fall bei Krähenpfote, der sich nach Federschweif benennen ließ. Krähenpfote wurde somit zu Krähenfeder.

### Zeremonie zum Schüler
„Von diesem Tag an, bis du deinen Kriegernamen erhältst, wirst du <Name des Schülers> heißen. Dein/e Mentor/in wird <Name des Mentors> sein. Möge er/sie seine/ihre <Eigenschaften wie z. B.: Kraft und Mut> an dich weitergeben.“

### Zeremonie zum Krieger
Anführer: „<Name des Schülers>, versprichst du, das Gesetz der Krieger zu achten und deinen Clan zu beschützen, selbst wenn es dein Leben kostet?“
Schüler: „Ich verspreche es.“
Anführer: „Dann gebe ich dir nun mit der Kraft des SternenClans deinen Kriegernamen. <Name des Schülers>, von diesem Tag an wirst du <Name des Kriegers> heißen. Der SternenClan ehrt deine/n <Eigenschaften wie z. B.: Mut und Kraft> und wir heißen dich als vollwertige/n Krieger/in unserem Clan willkommen!“
Der Anführer tritt vor und legt die Schnauze auf den gesenkten Kopf des Kriegers, der daraufhin respektvoll die Schulter des Anführers leckt. Der Clan ruft daraufhin den Namen des neuen Kriegers. Daraufhin muss der neue Krieger eine Nacht lang schweigend Wache halten.

### Zeremonie zum Anführer
Im Traum am Mondsee sind neun SternenClan-Katzen, die dem neuen Anführer wichtig waren, versammelt. Nacheinander tritt jede Katze vor, legt die Nase auf die Stirn des designierten Anführers und spricht: „Mit diesem Leben gebe ich dir <Eigenschaft z. B.: Mut>. Setze ihn/sie/es gut ein, um [...]“. Die neunte Katze spricht zuletzt: „Nun grüße ich dich mit dem Namen <Vorsilbe>stern. Dein altes Leben ist nicht mehr. Du hast jetzt die neun Leben eines Anführers empfangen und der SternenClan gewährt dir und dem <Name das Clans> auf ewig sein Geleit. Behüte deinen Clan, sorge für Jung und Alt, ehre deine Ahnen und das Gesetz der Krieger und lebe jedes deiner Leben voller Stolz und Würde.“ Alle Katzen rufen den neuen Namen des Anführers.

## Begriffe
Die Clankatzen verwenden von der Menschensprache abweichende Begriffe wie z. B. „Blattleere“ für Winter. Hier ist eine Übersicht über einige dieser Begriffe und deren Bedeutung:
- Zweibeiner = Mensch
- Zweibeinernest = Haus (eines Menschen)
- (Zweibeiner-)Monster = Auto (oder anderes Fahrzeug eines Menschen)
- Donnerweg = Straße
- Hauskätzchen = Katze die bei einem Mensch wohnt
- 1 Mond = 1 Monat
- Blattwechsel = Jahr/Jahreszeiten
- Blattfrische = Frühling
- Blattgrüne = Sommer
- Blattfall = Herbst
- Blattleere = Winter

Sowie einige Flüche und Schimpfwörter:
- Fuchsherz = böse Katze
- Mäusedung/Mausdung = Mist (Interjektion)
- Fischhirn = dumme Katze
- Bienenhirn = dumme Katze
- Eine Katze hat „Bienen im Kopf“ = eine Katze hat „nichts“ im Kopf
- Flohpelz
- Schlangenherz
- Fuchsdung
- Mäusehirn
- Fusselhirn
- Flohirn

## Verfilmung
Am 20. Oktober 2016 verkündete, dass Alibaba Pictures die Filmrechte von Warrior Cats gekauft habe. Der Produzent des Films sei David Heyman, bekannt als der Produzent der Harry-Potter-Filmreihe. Am 14. Mai 2018 wurde bekannt, dass STX Entertainment als Co-Produzent in das Projekt eingestiegen sei. Die Drehbuchautoren seien Jonathan Aibel und Glenn Berger. Weder der Regisseur noch der Zeitpunkt für die Veröffentlichung des Films wurden bis dato bekanntgegeben. Bisher wurde der Film noch nicht veröffentlicht.
Anfang 2024 verkündete die Verlagsgruppe Beltz auf der offiziellen Warrior-Cats-Website, dass Coolabi Productions und Tencent Video zusammen an einer Animationsverfilmung arbeiten. Der Film wird sich an den Handelssträngen der Buchreihe orientieren.